# Öjaströmmasjön
Öjaströmmasjön är en sjö i Lessebo kommun i Småland och ingår i Ronnebyåns huvudavrinningsområde. Sjön har en area på 0,151 kvadratkilometer och ligger 145 meter över havet.

## Delavrinningsområde
Öjaströmmasjön ingår i det delavrinningsområde (628896-146640) som SMHI kallar för Mynnar i Lesseboån. Medelhöjden är 156 meter över havet och ytan är 3,79 kvadratkilometer. Det finns inga avrinningsområden uppströms utan avrinningsområdet är högsta punkten. Vattendraget som avvattnar avrinningsområdet har biflödesordning 3, vilket innebär att vattnet flödar genom totalt 3 vattendrag innan det når havet efter 79 kilometer. Avrinningsområdet består mestadels av skog (77 %). Avrinningsområdet har 0,15 kvadratkilometer vattenytor vilket ger det en sjöprocent på 4 %.